# 코이즈미 히로시

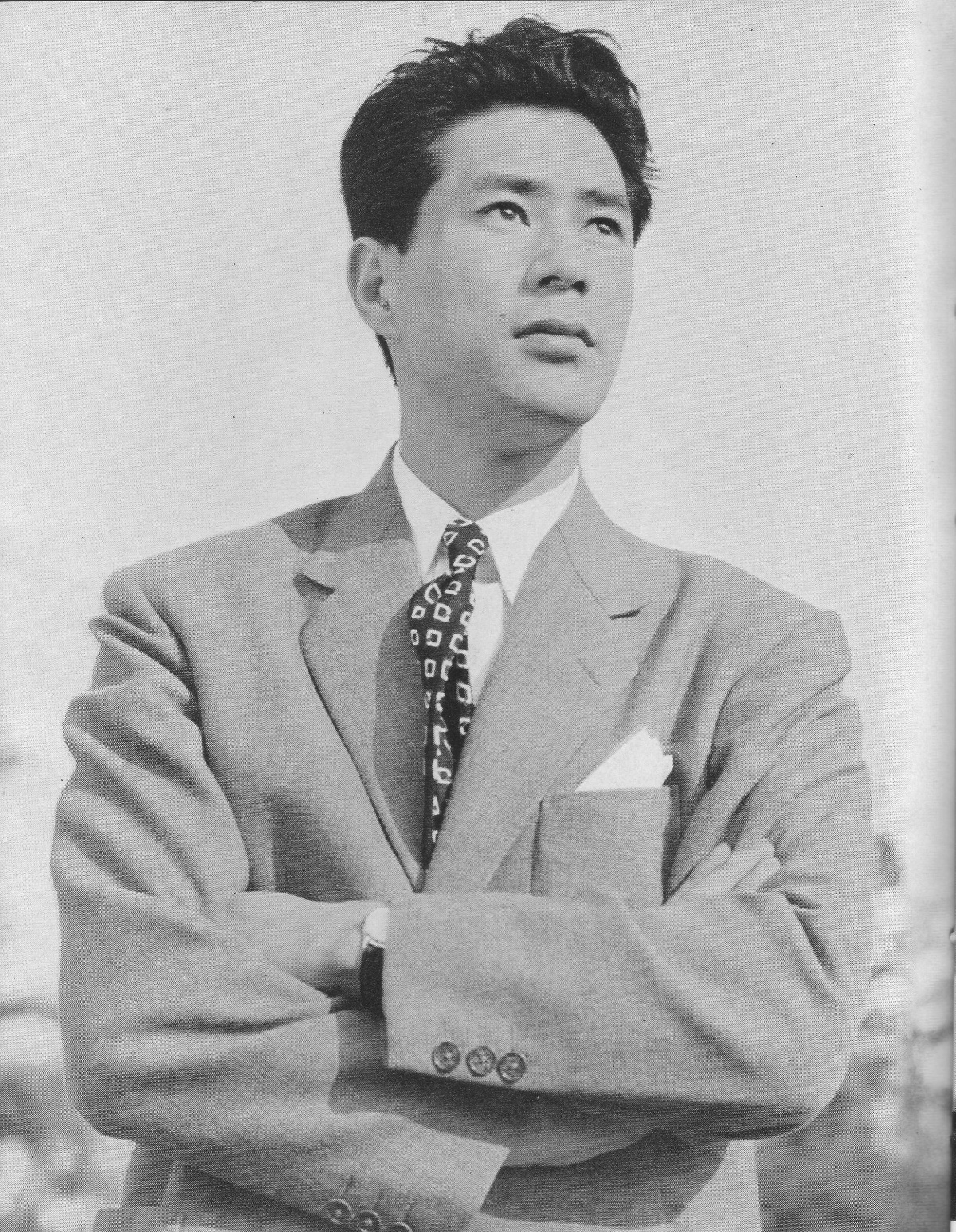

코이즈미 히로시(Hiroshi Koizumi, 1926년 8월 12일 ~ 2015년 5월 31일)는 일본의 배우, 아나운서이다.
가마쿠라시에서 태어났으며 도쿄에서 사망하였다. 사인은 폐렴이다.

## 영화
- 일본인 특수효과의 예술 (2008년)
- 고질라 - 고질라X모스라X메카고질라 도쿄 SOS (2003년)
- 철남 2 (1992년)
- 고질라 17 - 고질라 1985 (1984년)
- 고질라 15 - 고질라 대 메카고질라 (1974년)
- 다고라, 우주 괴물 (1964년)
- 고질라 6 - 머리 셋 괴물 기드라 (1964년)
- 고질라 5 - 모수라 대 고질라 (1964년)
- 마탄고 (1963년)
- 해저군함 (1963년)
- 추신구라 - 47로닌 (1962년)
- 모스라 (1962년)
- 고질라 2 (1955년)
- 여성에 관한 12장 (1954년)
- 만국 (1954년)
- 부산 (1953년)
- 럭키맨 (1952년)
- 젊은이 (1952년)